# 盧克維齊亞河
盧克維齊亞河（烏克蘭語：Луквиця），是烏克蘭的河流，位於該國西部，屬於盧克瓦河的右支流，發源自列西夫卡以西，流經伊萬諾-弗蘭科夫斯克州，河道全長40公里，流域面積121平方公里。